# Glypta deflexa
Glypta deflexa là một loài tò vò trong họ Ichneumonidae.